# Brookwood, Alabama
Brookwood là một thị trấn thuộc quận Tuscaloosa, tiểu bang Alabama, Hoa Kỳ. Dân số năm 2009 là 1979 người, mật độ đạt 91 người/km².